# Saint-Michel, Hérault
Saint-Michel är en kommun i departementet Hérault i regionen Occitanien i södra Frankrike. Kommunen ligger i kantonen Le Caylar som tillhör arrondissementet Lodève. År 2022 hade Saint-Michel 60 invånare.

## Befolkningsutveckling
Antalet invånare i kommunen Saint-Michel
Referens:INSEE